# Гигрофила перистонадрезанная
Гигрофила перистонадрезанная (лат. Hygrophila pinnatifida) — травянистое растение семейства Акантовые (Acanthaceae).
Используется в качестве аквариумного растения.

## Ботаническое описание
Травянистое растение, гидрофит.
Листья длиной до 15 см с выемками по всей длине перистой формы, напоминают листья папоротника. Нижняя часть листа всегда бордово-красная. А верхняя варьируется от оливкового до красно-коричневого.
Стебель толстый и очень плотный, почти одеревеневший. Междоузлия  длиной 5–10 см.
Является ползучим растением — новые отростки гигрофилы активно стелятся по грунту, укореняясь в нём каждым междоузлием. Потом из каждой укоренившейся мутовки вырастает прямой стебель, растущий вверх, который в свою очередь в какой-то момент может тоже наклониться к грунту.
Горизонтальные побеги любят прикрепляться корнями к дереву или камням.

## Ареал
Произрастает в Индии, в ручейках у подножия Западных Гат в прибрежной зоне (штаты Махараштра, Гоа, Карнатака, Тамилнад).

## Значение и применение
Местные жители считают данное растение сорняком из-за его непритязательности к условиям окружающей среды.
Используется как аквариумное растение. В акваскейпе может выращиваться на камнях и корягах на среднем или дальнем плане.

## Систематика
Вид описан ещё в середине XIX века. Исследователь-биолог Никол Александр Диелл  изначально причислил её к роду Nomaphila. И только в конце 60-х годов в научную классификацию были внесены изменения и это растение стали относить к роду Hygrophila.